# فارماكوس

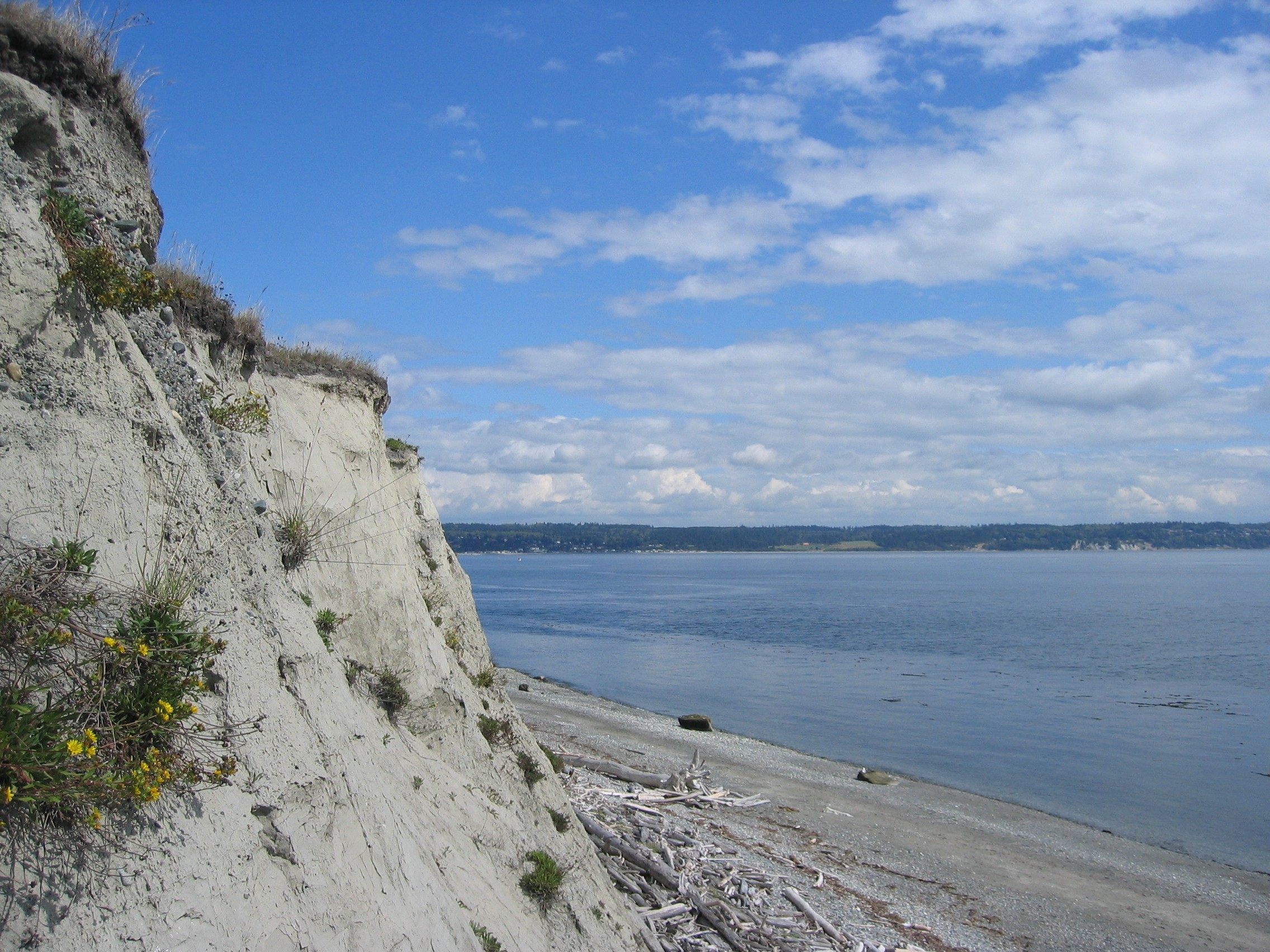

فارماكوس في الديانة الاغريقية القديمة هو كبش فداء بشري (عبد أو مجرم أو شخص عاجز). كان هذا الشخص يختار ويطرد من المجتمع في اوقات الأزمات (مجاعة أو احتلال أو طاعون) عند الحاجة للتطهر والغفران.
في اليوم الأول من احتفال أبولو في اثينا يقاد اثنان من الفارماكوس للتضحية (يحرقان أو يرميان من منحدر)
والتر بوركرت كتب ان البشر كانوا يضحون ويقتلون أو يطردون بعد تسمينهم وحسب بعض المصادر يرش رمادهم للبحر وهذا للتطهير
كلمة فارماكوس أصبحت تعني دواء أو سم وحتى ساحر أو مشعوذ. ومن هذه الكلمة اتت كلمة فارماكولوجيا علم الأدوية